# Bowser
Bowser (クッパ Kuppa, "Koopa"), hoặc King Koopa, là nhân vật hư cấu, phản diện chính trong thương hiệu Mario của Nintendo, và là kẻ thù không đội trời chung của Mario. Ở Nhật Bản, nhân vật mang danh hiệu Daimaō (大魔王 "Great Demon King"). Bowser là thủ lĩnh của chủng tộc rùa - gọi là Koopa. Mặc dù thực tế là Bowser đã hợp tác với Mario trong một vài trò chơi, mục tiêu cuối cùng của anh là bắt cóc Công chúa Peach, đánh bại Mario và Luigi để thống trị Vương quốc Nấm. Những đặc điểm nổi bật của Bowser là ngoại hình quái dị với các yếu tố giống rồng, tiếng gầm ù tai, khả năng thở ra lửa, tính cách độc ác, giọng nói của loài bò sát, xung đột không hồi kết với Mario và tình yêu đơn phương dành cho Peach.
Bowser ban đầu xuất hiện với tư cách là đối thủ của Mario trong trò chơi video Super Mario Bros. năm 1985. Ban đầu anh được hình dung như một con bò, dựa trên Ox-King từ phim Alakazam the Great của Toei Animation, nhưng nhà thiết kế của Nintendo là Tezuka Takashi nhận xét rằng nhân vật này trông giống một con rùa hơn là một con bò, và cả hai đã hợp tác để xác định ngoại hình của Bowser, dẫn đến việc nhân vật trở thành thủ lĩnh của loài Koopas, trông giống như rùa.
Diễn viên lồng tiếng hiện tại của Bowser là Kenneth W. James. Các diễn viên lồng tiếng trước đây là Scott Burns, người đầu tiên mang lại giọng nói cho Bowser trong một trò chơi điện tử; Eric Newsome, lồng tiếng  một lần trong Mario & Sonic at the Olympic Games; và Charles Martinet là người lồng tiếng cho Bowser trong Super Mario 64 và bản làm lại của trò chơi trên Nintendo DS.
Sau Super Mario Bros, Bowser cũng bắt đầu chuyển sang các thể loại khác nhau. Như trò chơi nhập vai Paper Mario và Mario & Luigi, và trò chơi thể thao như Mario Kart và Mario Tennis. Anh ta đã xuất hiện trong các sản phẩm khác của Nintendo, chẳng hạn như trong loạt trò chơi đối kháng crossover Super Smash Bros.. Bowser cũng xuất hiện trong nhiều hoạt hình khác nhau, bao gồm ba loạt phim do DIC Entertainment sản xuất (tất cả do Harvey Atkin lồng tiếng), và được Dennis Hopper mô phỏng tả trong phim Super Mario Bros. năm 1993. Anh được Jack Black lồng tiếng trong Phim anh em Super Mario (2023).
Bowser đã nhận được sự đón nhận tích cực, với một số nhà phê bình lưu ý rằng anh là một trong những nhân vật phản diện trong trò chơi điện tử mang tính biểu tượng nhất và dễ nhận biết nhất từ trước đến nay.

## Khái niệm và sáng tạo

Hình ảnh nhân vật Bowser sớm nhất từng được biết đến.

Bowser được sáng tạo bởi nhà thiết kế và nhà sản xuất Nintendo Shigeru Miyamoto. Miyamoto lần đầu tiên hình dung Bowser là một con bò, dựa trên Ox-King trong bộ phim Alakazam the Great của Toei Animation. Tuy nhiên, nhà thiết kế của Nintendo là Tezuka Takashi đã chỉ ra rằng nhân vật này trông giống một con rùa hơn là một con bò. Miyamoto và Tezuka sau đó bắt đầu làm việc cùng nhau để xác định diện mạo của Bowser. Vì nhân vật là thủ lĩnh của Koopa Troopas giống rùa nên cả hai bắt đầu kết hợp lại đề cho ra diện mạo mới của Bowser. Trong thiết kế cuối cùng của mình, Miyamoto nhận xét rằng ông đã có thể làm cho Bowser "trông thật ngầu".

## Đặc điểm
Bowser được miêu tả là "Vua của Koopas", một giống loài rùa nhân hóa sống trong thế giới của Vương quốc Nấm. Bowser khác rất nhiều so với phần còn lại của tộc Koopa, trừ việc đều đi bằng hai chân. Đặc trưng của Bowser là sở hữu một mai rùa lớn, có nhiều gai, sừng, mõm có hoa văn, răng nanh sắc như dao cạo, các ngón tay có móng vuốt, ba ngón chân có móng ở mỗi bàn chân, mắt đỏ và tóc đỏ. Anh được thiên phú về thể chất với sức mạnh to lớn, gần như không thể phá hủy, có thể thở ra lửa, và có thể nhảy cao một cách đáng kinh ngạc với kích thước to lớn đó. Anh còn thành công trong ma thuật đen, nhờ đó anh có thể dịch chuyển bản thân hoặc triệu hồi các vật thể, bay, tạo ra một lượng điện khổng lồ, sử dụng viễn vọng hoặc biến hình.

## Xuất hiện
Bowser xuất hiện lần đầu tiên trong một trò chơi điện tử ở Super Mario Bros. Sau đó, anh xuất hiện trong tất cả các loạt Super Mario, Paper Mario, Yoshi và bao gồm cả loạt Mario and Luigi.

### Các trò chơiMariokhác
Bowser đã xuất hiện trong gần như tất cả các trò chơi spin-off của Mario, bao gồm cả trong loạt Mario Kart, và tất cả trò chơi Mario Party cho tới nay. Bowser đã xuất hiện trong nhiều trò chơi thể thao Mario, chẳng hạn như Mario Tennis, Mario Golf, Super Mario Strikers, và Mario & Sonic at the Olympic Games.

### Phương tiện truyền thông khác

Một phiên bản thay thế của Bowser có tên là King Koopa xuất hiện trong The Super Mario Bros. Super Show!, The Adventures of Super Mario Bros. 3, Super Mario World, và các phương tiện truyền thông có nguồn gốc từ Mỹ khác.

Ngoài loạt Super Mario, Bowser đã xuất hiện như một nhân vật điều khiển được trong mọi phần của loạt Super Smash Bros. kể từ Super Smash Bros. Melee năm 2001. Bowser cũng xuất hiện trong Tetris Attack, một trò chơi lấy cảm hứng từ Panel de Pon của Nhật Bản. Tất cả các nhân vật ban đầu đều được thay thế, ngoại trừ Mr. Time, với các nhân vật trong loạt Mario và Yoshi, Bowser đảm nhận vai Corderia là trùm cuối của trò chơi. Bowser ra mắt với tư cách là một nhân vật có thể chơi được trong Skylanders: SuperChargers dưới cái tên Hammer Slam Bowser. Anh xuất hiện cùng với Donkey Kong và đi kèm với bức tượng nhỏ độc đáo của Skylanders: Skylanders. Bowser cũng xuất hiện như một nhân vật có thể chơi được trong  Dr. Mario World với tên Dr. Bowser.

## Tiếp nhận và kế thừa
Phần lớn nhờ sự thành công của loạt Mario, Bowser đã trở thành một trong những nhân vật trong trò chơi điện tử đối kháng mang tính biểu tượng và dễ nhận biết nhất mọi thời đại. Anh thường xuyên xuất hiện trong danh sách những nhân vật phản diện hay nhất trong trò chơi điện tử. IGN xếp anh ấy ở vị trí thứ 2 trên 100, Và GamePro xếp anh ở vị trí thứ 9 trong số 47. GameSpot đã liệt kê anh ở vị trí thứ 9 trong bài "10 nhân vật phản diện trong trò chơi điện tử" của họ, nói rằng "Trong số tất cả những nhân vật phản diện xuất hiện trong danh sách này, Bowser ... phải là thú vị nhất" sau đó nói thêm "Trong khi một số người nói rằng cuộc sống của Bowser có thể luôn đi vào vết xe đổ, người đàn ông đó chỉ đơn giản là tinh chỉnh trò chơi của mình thành một việc hàng ngày. Anh ấy tập trung, tận tâm và tệ nhất là anh rất kiên nhẫn." Bowser được xếp hạng  đầu trong danh sách 10 nhân vật Nintendo hàng đầu của GameDaily xứng đáng với danh sách trò chơi của riêng họ, giải thích rằng nếu Yoshi và Wario có được trò chơi riêng thì Bowser cũng nên có, vì anh ta là một trong những nhân vật phản diện chính bậc nhất của trò chơi. Trong danh sách 10 nhân vật hàng đầu Smash Bros. của GameDaily, anh đứng thứ sáu. GameDaily cũng đưa anh vào danh sách những nhân vật phản diện trong trò chơi điện tử kiên trì nhất. Tuy nhiên, ScrewAttack cũng đánh giá Bowser là nhân vật đểu cáng thứ 4 trong lịch sử game, khi nói rằng anh ta muốn "hạ gục Mario". Biên tập viên Craig Harris của IGN đã mô tả Bowser là một cái tên quá quen thuộc. Năm 2011, Empire đã xếp anh ta là nhân vật trò chơi điện tử vĩ đại thứ 23 trong khi Guinness World Records Gamer's Edition năm 2013 xếp Bowser đứng đầu danh sách 50 Nhân vật phản diện hàng đầu. IGN đã gọi Bowser là một trong những "nhân vật phản diện lâu đời nhất trong lịch sử game, chưa kể anh cũng một trong những nhân vật mang tính biểu tượng nhất."